# Smicropus pseudisis
Smicropus pseudisis là một loài bướm đêm trong họ Geometridae.